# Paul Logan
Paul Logan (* 15. Oktober 1973 in New Jersey) ist ein US-amerikanischer Schauspieler, Stuntman, Stunt Coordinator, Filmproduzent und Model.

## Leben
Logan wurde im US-Bundesstaat New Jersey geboren. Er wuchs in Valley Cottage, einem Ortsteil und Census-designated place von Clarkstown im US-Bundesstaat New York auf. Er ist Absolvent der State University of New York, wo er Biochemie studierte. Anschließend lernte er Chiropraktik an der Southern California University of Health Sciences. Er brach die Ausbildung mit nur noch 1000 verbleibenden Chiropraktik-Stunden ab, um sich dem Schauspiel zu widmen. Er ist Träger des schwarzen Gürtels in der Kampfsportart Gōjū-Ryū und verfügt über Kenntnisse in Kendō, Aikidō und Jiu Jitsu.
Er debütierte 1996 in Nebenrollen in den Spielfilmen Blazing Force und American Tigers als Schauspieler. Von 2001 bis 2002 verkörperte er in der Fernsehserie Zeit der Sehnsucht in insgesamt 81 Episoden die Rolle des Glen Reiber. Er hatte Episodenrollen in den Fernsehserien L.A. Heat, Angel – Jäger der Finsternis oder Friends. Einem breiten Publikum wurde er durch Besetzungen in verschiedenen B-Movies, vor allem von der Produktionsfirma The Asylum bekannt. Größe Rollen hatte er 2005 in Island of Beasts, Final Day – Das Ende der Welt oder Mega Piranha.
Seit 2004 tritt er als Filmproduzent in Erscheinung, in dessen Filmen er ebenfalls eine größere Rolle übernimmt. Seit 2009 führt er außerdem Stunts aus oder ist als Stunt Coordinator vor allem für Kampfszenen tätig. Daneben lässt er sich als Fotomodel ablichten und wirbt für verschiedene Produkte und Marken.

## Filmografie (Auswahl)

### Schauspiel
- 1996: Blazing Force
- 1996: American Tigers
- 1997: Killers
- 1997: Intime Bekenntnisse (Erotic Confessions, Fernsehserie, Episode 4x01)
- 1998: Return to Savage Beach (L.E.T.H.A.L. Ladies: Return to Savage Beach)
- 1998: Heißer Sommer in L.A. (Club Wild Side)
- 1999: L.A. Heat (Fernsehserie, Episode 2x01)
- 1999: Malcolm & Eddie (Fernsehserie, Episode 3x18)
- 1999: Stripper Wives
- 2000: Night Calls: The Movie, Part 2
- 2000: King of B-Movies (The Independent)
- 2000: House of Love
- 2000: Maxine und ihr Bodyguard
- 2001: Thrills – Enthüllungen der Lust 1 (Thrills, Fernsehserie, Episode 1x02)
- 2001: Angel – Jäger der Finsternis (Angel, Fernsehserie, Episode 3x04)
- 2001: The Ultimate Game
- 2001: Savage Season
- 2001–2002: Zeit der Sehnsucht (Days of Our Lives, Fernsehserie, 81 Episoden)
- 2002: Passion's Peak
- 2003: Friends (Fernsehserie, Episode 9x11)
- 2004: The Curse of the Komodo
- 2004: Radius (Kurzfilm)
- 2004: The Eliminator
- 2005: Way of the Vampire
- 2005: The Vault
- 2005: Crash Landing
- 2005: Island of Beasts (Komodo vs. Cobra, Fernsehfilm)
- 2005: Crippled Creek
- 2005: Freezerburn
- 2006: Shockwave (Fernsehfilm)
- 2006: Cannibal Taboo
- 2007: White Air
- 2007: Fall Guy: The John Stewart Story
- 2007: Smith (Fernsehserie, Episode 1x05)
- 2008: The Last Bad Neighborhood
- 2009: Vampire in Vegas
- 2009: The Terminators
- 2009: Mega Piranha (Fernsehfilm)
- 2009: Aliens on Crack
- 2009: Lost in the Woods
- 2009: Final Day – Das Ende der Welt (MegaFault, Fernsehfilm)
- 2009: Ballistica
- 2010: The Killing Machine – Re-Generator (Re-Generator)
- 2010: Das total versaute Cheerleader Camp (#1 Cheerleader Camp)
- 2011: 200 MPH (200 M.P.H.)
- 2013: Code Red
- 2015: God's Club
- 2016: Sniper Special Ops
- 2016: The Horde
- 2016: A Doggone Christmas
- 2016: Skookum: The Hunt for Bigfoot
- 2017: A Doggone Hollywood
- 2017: Circus Kane
- 2017: Puppet Master: Axis Termination
- 2017: The Sandman
- 2017: Halloween Pussy Trap Kill Kill
- 2018: Attack from the Atlantic Rim 2 – Metal vs. Monster (Atlantic Rim: Resurrection)
- 2018: A Doggone Adventure
- 2018: Paying Mr. McGetty
- 2018: Warfighter
- 2018: Flug 666 (Flight 666)
- 2018: The Most Dangerous Man
- 2018: Running Out Of Time
- 2018: CobraGator
- 2019: Breaking Barbi
- 2019: A Trip
- 2020: The Circuit (Fernsehserie, Episode 1x03)
- 2020: Facade
- 2020: DieRy
- 2020: The Amityville Harvest
- 2020: Loss of Grace
- 2021: Sentinel (Fernsehserie, 10 Episoden)
- 2021: Night of the Falling Stars
- 2022: United Trans Logistics: We Carry Your Trust (Kurzfilm)
- 2022: Killer Design
- 2022: The Stepmother
- 2022: Bigfoot or Bust
- 2022: Keeping Up with the Joneses (Miniserie, 3 Episoden)
- 2022: Forbearance
- 2022: Hairball (Kurzfilm)
- 2022: A Prince and Pauper Christmas (Fernsehfilm)
- 2022: 2025 Armageddon – Willkommen im Multiversum (2025 Armageddon)
- 2022: The Ice Cream Stop (Kurzfilm)
- 2022: Super Volcano (Fernsehfilm)
- 2022: Megaquake – Kalifornien am Abgrund (20.0 Megaquake, Fernsehfilm)
- 2023: You’re Not Alone
- 2023: Ice Storm – Der Beginn einer neuen Eiszeit (Ice Storm, Fernsehfilm)
- 2023: Spider-Man: Lotus
- 2023: Outlaw Johnny Black
- 2023: World Invasion: Alien Attack (Alien Apocalypse)
- 2023: America is Sinking
- 2024: The Twisters
- 2024: Alien: Rubicon

### Stunts
- 2009: The Terminators
- 2009: Mega Piranha (Fernsehfilm)
- 2009: Final Day – Das Ende der Welt (MegaFault, Fernsehfilm)
- 2016: The Horde
- 2016: Skookum: The Hunt for Bigfoot
- 2018: Running Out Of Time
- 2019: The Big Break (Kurzfilm)
- 2020: DieRy
- 2020: Loss of Grace
- 2021: Night of the Falling Stars
- 2022: The Ice Cream Stop (Kurzfilm)
- 2023: The Assistant
- 2023: You’re Not Alone

### Produzent
- 2004: The Eliminator
- 2016: The Horde
- 2016: Skookum: The Hunt for Bigfoot
- 2020: Facade
- 2020: Loss of Grace